# Oud
O ud ou oud (em árabe: عود; romaniz.: ʿūd; em persa: بربط; barbat; em turco: ud ou ut; em grego: ούτι; em arménio: ուդ; em azeri: ud; em hebraico: עוד; ud) é um cordofone em  forma de meia pera ou gota, similar ao alaúde, instrumento do qual se distingue sobretudo pela ausência de trastes. É comumente usado em música do Médio Oriente.

## Nome
As palavras "alaúde" e "ud" (ou "oud") derivam ambas da palavra árabe العود (al-ʿūd), que denomina um pedaço fino de madeira, quase da espessura de palha, em referência à palheta usada para tocar esses instrumentos ou às finas tiras de madeira usadas na construção do instrumento, que passaram a ser utilizadas no lugar do couro.             
Entretanto, pesquisa recente de Eckhard Neubauer  sugere que ʿūd pode ser apenas a versão árabe para o nome persa rud, que significa corda, instrumento de corda.
O prefixo al- (correspondendo ao artigo "o") em al-ʿūd foi descartado pelos turcos que então transformaram a palavra ʿūd  em ud porque o som da primeira letra da palavra em árabe  não existe na língua turca.

## Afinações

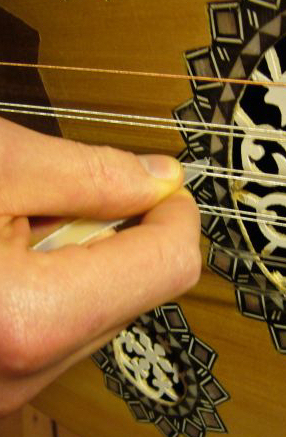
Cordas de um Ud, utilizando uma afinação onde é possível visualizar a 11ª corda solitária e as demais cordas dispostas em duplas.

Apesar do Ud ter bastante cordas, geralmente estas são organizadas e afinadas a maioria em duplas, que consistem em pares de cordas em que as duas cordas geralmente emitem a mesma nota, em uníssono. No entanto, em certos tipos de afinações é comum haver pelo menos uma corda solitária, sem par (como na foto à esquerda do verbete), sendo geralmente a corda mais grave. Em certas afinações também podem haver pares de cordas em que uma das cordas é afinada ligeiramente mais grave ou mais aguda, com diferença de microtons entre a outra.
As cordas utilizadas no ud são específicas para este tipo de instrumento, embora possa ser utilizado de maneira improvisada cordas de violão, resultando no entanto em um timbre ruim e descaracterizado. Atualmente as cordas são confeccionadas de nylon e ligas metálicas. 
Também existe um tipo de palheta específica para se tocar ud, que se chama "risha", alongada e geralmente feita de plástico.

## Tipos de afinações
Existem diversas configurações de afinação para o ud. No entanto, se destacam duas grandes vertentes de afinação, as árabes e as turcas. A afinação árabe tradicional consiste em (do par de cordas mais agudas para as cordas mais graves): C4 G3 D3 A2 G2 D2. No entanto, também é comum afinar a sexta corda em C2 ao invés de D2. Também é comum utilizar a afinação do quinto par de cordas em F2, ao invés de G2.

#### LISTA DE AFINAÇÕES[carecede fontes?]
Todas apresentadas da corda (ou par de cordas) mais baixa para a mais alta.:

##### Afinações árabes
- E A D G C   Cinco cordas(Síria e Líbano);
- G A D G C   Afinação popular egípcia;
- D G A D G C Afinação antiga;
- C F A D G C Atualmente a afinação mais utilizada;
- B E A D G C Para determinadas peças clássicas, semelhante à afinação clássica turca sempre em quartas;
- F A D G C F Afinação mais aguda para solos;
- G C D G C F
- B E A D G C F Sete cordas.

#### Afinações turcas paraudeCümbüş[carecede fontes?]
- Antiga afinação turca, armênia  e grega: E A B E A D ou D A B E A D
- Afinação turca clássica e variante: C# F# B E A D ou  B F# B E A D

Nota - a música tradicional turca é escrita transposta, de modo que a afinação escrita para a afinação acima é "F#BEADG"; há também transposições turcas para outros tons.
- Afinação padrão do Cümbüş: A B E A D G (alturas verdadeiras), escrito como D E A D G C.

## Lista de tocadores famosos deoud
- Sayed Darwish (1892-1923)
- Rabih Abou-Khalil
- Joseph Tawadros (1983-)